# شاپرک‌های چشم‌گربه‌ای آتاکوس
شاپرک‌های چشم‌گربه‌ای آتاکوس (نام علمی: Attacus) نام یک سرده از تیره شاپرکان چشم‌گربه‌ای است.